# Сафарова, Земфира Юсиф кызы
Земфира Юсиф кызы Сафарова (азерб. Zemfira Yusif qızı Səfərova; род. 10 июня 1937, Кисловодск) — азербайджанский и советский музыковед, доктор искусствоведения, профессор (1998), действительный член Национальной академии наук Азербайджана (2017), Заслуженный деятель искусств Азербайджанской ССР (1989), Заслуженный деятель науки Азербайджана (2005), лауреат премии «Хумай» (1996).

## Биография
Земфира Сафарова родилась 10 июня 1937 года в Кисловодске в семье инженера-нефтяника Юсифа Сафарова. В 1960 году окончила теоретико-композиторский факультет Азербайджанской консерватории, в 1966 году окончила аспирантуру Института архитектуры и искусства Академии наук Азербайджанской ССР (руководитель — И. Я. Рыжкин). 
С 1959 по 1962 год преподавала в музыкальной школе-десятилетке при Азербайджанской консерватории. С 1966 года является научным сотрудником (с 1975— старший научный сотрудник), а с 1980 года — руководителем отделения азербайджанского музыкального искусства Института архитектуры и искусства Академии наук Азербайджанской ССР. В 1970 году защитила кандидатскую диссертацию на тему «Музыкально-эстетическая концепция Узеира Гаджибекова».
Доктор искусствоведения с 1998 года. В 2007 году избрана членом-корреспондентом Национальной академии наук Азербайджана.
Академик Национальной академии наук Азербайджана со 2 мая 2017 года

## Награды и премии
- Орден «Слава» (9 июня 2022 года) — за многолетнюю плодотворную деятельность в развитии азербайджанского музыковедения[5].
- Заслуженный деятель науки Азербайджана (14 декабря 2005 года) — за заслуги в развитии азербайджанской науки[6].
- Заслуженный деятель искусств Азербайджанской ССР (1989 год).
- Премия «Хумай» (1996 год)[1].

## Труды
Земфира Сафарова является автором статей и исследований о современной музыке, в том числе:
На азербайджанском языке
- «Две газеллы» (газ. «Адабийят ве инджесенет», 1965, 4.ХІІ)
- «Вокальная лирика Узеира Гаджибекова» (Известия АН АзССР, 1966, № 4)
- «Эстетические взгляды Узеира Гаджибекова» (журн. «Азербайджан», 1967, № 3)
- «О нашей опере» (журн. «Улдуз», 1967, № 3)
- «Мысли о Третьей симфонии К. Караева» (газ. «Адабийят ве инджесенет», 1967, 25.III)
- «Решад Нури о комедиях Уз. Гаджибекова» (там же, 1970, 26.ХІІ)
- «Убеждение художника» (там же, 1972, 19.II)
- «Научными основами» (газ. «Бакы», 1975, 10.ХІ)
- «Связь музыки и литературы» (газ. «Адабийят ве инджесенет», 1975, 5.XII)
- «Узеир Гаджибеков о ладовой системе азербайджанской музыки» (журн. «Гобустан», 1979, № 1)
- «Узеир Гаджибеков о развитии музыкальной мысли на Востоке» (журн. «Элм ве хаят», 1979, № 6)
- «Письма Узеира Гаджибекова» (газ. «Адабийят ве инджесенет», 1979, 20.IV),
- «Наследие Уз. Гаджибекова и национальное музыкальное богатство» (там же, 1980, 19.ІХ)
- «Развитие музыковедения в Советском Азербайджане» (журн. «Гобустан», 1980, № 3)
- «Навваб и его трактат „Визухиль-аргам“» (Известия АН АзССР, 1981, № 2)
- «Сладка, как колыбельная» (газ. «Коммунист», 1981, 19.VIII)
- «Встреча с Натаван» (газ. «Адабийят ве инджесенет», 1981, 18.IX)
- «Слово о Кара Караеве» (там же, 1982, 12.V)
- «Наша первая опера» (журн. «Улдуз», 1983, № 1)
- «Первое издание первой оперы» (там же, 1983, 4.II),
- «Славный путь» (Известия АН АзССР, 1983, № 4)
- «Кара Караеву — 65. Неугасимый факел» (журн. «Гобустан», 1983, № 1)
- «Влюбленный в красоту и знание» (газ. «Коммунист», 1983, 1.XII)
- «Подарок к юбилею» (газ. «Коммунист», 1984, 27.Х)
- «Некоторые теоретические проблемы в творчестве Уз. Гаджибекова» (журн. «Гобустан», 1985, № 4)
- «Вечно живые традиции» (Известия АН АзССР, 1985, № 4)
- «Европейские ученые о Сафиаддине Урмави» (журн. «Гобустан», 1986, № 1)
- «Сафиаддин Урмави о музыкальных и физических свойствах звука в трактатах „Китаб-аль-адвор“ и „Шарафийаи“» (журн. «Гобустан», 1986, № 4)

На русском языке
- «Музыкальная эстетика Узеира Гаджибекова» (Баку, 1975, 10.XI)
- «Советская музыкальная эстетика в 30-е годы» (совм. с И. Рыжкиным; в сб.: Из истории советского искусствоведения и эстетической мысли 1930-х годов. — М., 1977)
- «Поют сестры Касимовы» (Бакин. рабочий, 1979, 4.V)
- «О двух письмах Узеира Гаджибекова» (Лит. Азербайджан, 1979, № 10)
- Предисловие и коммент. к партитуре оперы «Лейли и Меджнун» Уз. Гаджибекова (Баку, 1983, т. 1, на рус. и азерб. яз.), к клазиру оперы «Лейли и Меджнун» Уз. Гаджибекова (Баку, 1984, т. 2, на рус. и азерб. яз.)
- «Сеять разумное, доброе, вечное» (Бакин. рабочий, 1984, 29.VI)
- «Творил, заглядывая в будущее» (Сов. культура, 1985, З.Х), предисловие к партитуре оперы «Кер-оглы» Уз. Гаджибекова (Баку, 1985, т. 3, на азерб. и рус. яз.)
- «Великий композитор и музыковед» (Агитатор, 1985, № 12, на рус., азерб., арм. яз.)
- «Кара Караев. Научно-публицистическое наследие» (сост., предисловие и коммент.; Баку, 1987).

## Книги
- Музыкально-эстетические взгляды Узеира Гаджибекова. — М., 1973
- Мир Мох-сун Навваб. — Баку, 1983; Узеир Гаджибеков. — Баку, 1983
- Теоретические и эстетические проблемы в творчестве Узеира Гаджибекова. — Баку, 1985
- Узеир Гаджибеков. — Баку, 1985 (на франц., англ., арабском, фар-сидском, турецком, рус., азерб. яз.)
- Венок славы: Писатели и деятели искусства об Уз. Гаджибекове. — Баку, 1985.